# Haute-Amance
Haute-Amance ist eine französische Gemeinde mit 959 Einwohnern (Stand:1. Januar 2022) im Département Haute-Marne in der Region Grand Est; sie gehört zum Arrondissement Langres und zum Kanton Chalindrey. Die Einwohner werden Hortois und Hortoises genannt.

## Geografie
Haute-Amance liegt etwa 42 Kilometer südöstlich von Chaumont an der Amance. Umgeben wird Haute-Amance von den Nachbargemeinden Celsoy im Nordwesten, Plesnoy und Marcilly-en-Bassigny im Norden, Arbigny-sous-Varennes im Nordosten und Osten, Maizières-sur-Amance im Osten, Rougeux im Südosten und Süden, Chaudenay im Süden und Südwesten, Torcenay im Südwesten, Culmont im Südwesten und Westen sowie Chatenay-Vaudin im Westen.

## Geschichte
1972 wurde die Gemeinde Hortes mit Montlandon, Troischamps und Rosoy-sur-Amance zusammengelegt.

## Bevölkerungsentwicklung
| Jahr                       | 1962 | 1968 | 1975 | 1982 | 1990 | 1999 | 2006 | 2019 |
| Einwohner                  | 660  | 602  | 1106 | 1190 | 1062 | 1018 | 1001 | 962  |
| Quellen: Cassini und INSEE |      |      |      |      |      |      |      |      |

## Sehenswürdigkeiten
- Kloster Beaulieu-en-Bassigny in Hortes, 1166 gegründet, 1790 geschlossen
- Kirche Notre-Dame in Montlandon
- Kapelle Saint-Didier in Hortes
- Festung Montlandon

## Gemeindepartnerschaft
Mit der französischen Gemeinde Montlandon im Département Eure-et-Loire besteht seit 1999 eine Partnerschaft.